# 约翰·雅各布·皮斯托
约翰·雅各布·皮斯托（德語：Johann Jakob Pistor，1739年—1814年），俄语名雅科夫·马捷耶维奇·皮斯托（俄语：Яков Матвеевич Пистор），是一位18世纪在沙皇俄国服役的德意志将军。是在华沙起义 (1794年)最著名的俄军指挥官，他写了关于华沙的战斗和整个科希丘什科起义的回忆录。 

## 传记

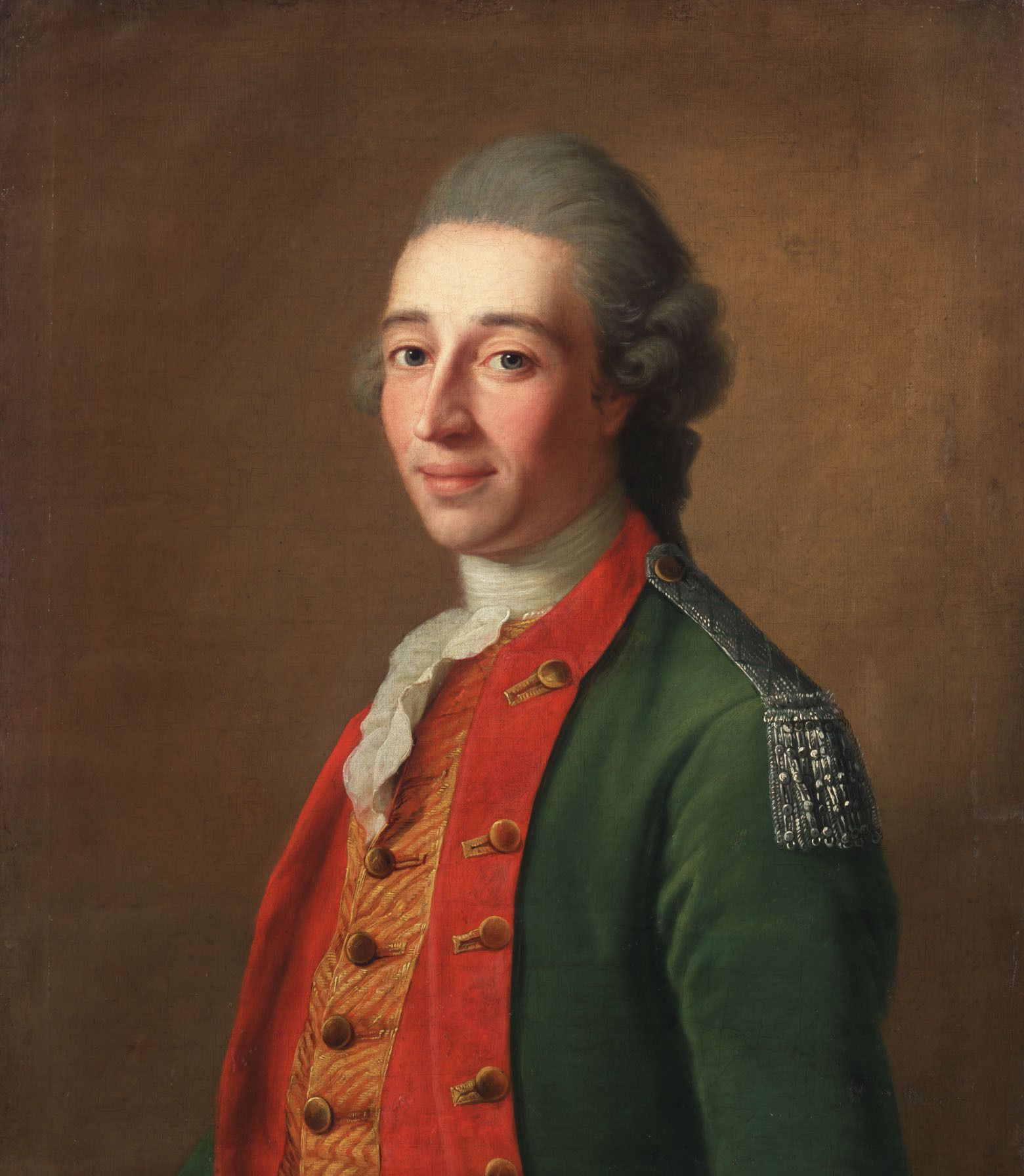
约翰·雅各布·皮斯托

- Johann Jakob Pistor. . Paris. 1806: 第167页. （法文）
- Johann Jakob Pistor; Bolesław Prawdzic-Chotomski. . Warsaw: Biblioteka Dzieł Wyborowych. 1906: 第150页.  （波兰語）